# Alfreð Gíslason
Alfreð Gíslason (Akureyri, 7 de septiembre de 1959) es un entrenador y exjugador de balonmano islandés. Es considerado uno de los mejores jugadores islandeses de la historia, con cuya selección disputó 190 partidos en los que anotó un total de 542 goles, participando en los Juegos Olímpicos de Los Ángeles de 1984 y en los Juegos Olímpicos de Seúl de 1988.

## Equipos
Jugador
- KA Akureyri (-1980)
- Knattspyrnufelag Reykjavík (1980-1983)
- TUSEM Essen (1983-1988)
- Knattspyrnufelag Reykjavík (1988-1989)
- Club Deportivo Bidasoa (1989-1991)
- KA Akureyri (1991-1995)

Entrenador
- KA Akureyri (1995-1997)
- VfL Hameln (1997-1999)
- SC Magdeburg (1999-2006)
- Selección de Islandia (2006-2008)
- VfL Gummersbach (2006-2008)
- THW Kiel (2008-2019)
- Selección de Alemania (2020- )

## Palmarés

### Jugador
- Bundesliga 1986, 1987
- Copa del Rey 1991

### Entrenador
- Copa EHF 2001
- Supercopa de Alemania 2001, 2008, 2011, 2012, 2014
- Liga de Campeones 2002, 2010, 2012
- Bundesliga 2001, 2009, 2010, 2012, 2013, 2014, 2015
- Copa de Alemania 2009, 2011, 2012, 2013

## Méritos y distinciones
- Entrenador del año en Alemania 2001, 2009, 2011, 2012, 2013